# Pargasita
La pargasita es un mineral de la clase de los inosilicatos, y dentro de esta pertenece al llamado “grupo de los anfíboles”. Fue descubierta en 1814 en el municipio de Pargas, en la región de Finlandia Propia (Finlandia), siendo nombrada así por esta localidad. Un sinónimo poco usado es el de hornblenda pargasítica.

## Características químicas
Es un inosilicato de sodio, calcio y magnesio, hidroxilado y anhidro. Pertenece al grupo de los anfíboles de inosilicatos de cada doble de tetraedros de sílice, y dentro de este al subgrupo de los clinoanfíboles de calcio. Está estrechamente relacionado con la fluorocannilloíta (CaCa2(Mg4Al)(Si5Al3)8O22F2).
Forma una serie de solución sólida con la ferropargasita (NaCa2[(Fe2+)4Al](Si6Al2)O22(OH)2), en la que la sustitución gradual del magnesio por hierro va dando los distintos minerales de la serie.
Además de los elementos de su fórmula, suele llevar como impurezas: titanio, cromo, manganeso, potasio, flúor, agua y fósforo.

## Formación y yacimientos
Aparece como mineral muy común en arcillas silíceas y pizarras metamorfizadas con hornblendas. También se forma en rocas volcánicas andesíticas y rocas ultramáficas alteradas.
Suele encontrarse asociado a otros minerales como: diópsido, flogopita, corindón, espinela, calcita, hiperstena, augita o plagioclasa.